# Кюрти, Антон
Антон Кюрти (англ. Anton Kuerti, распространён вариант Куэрти; род. 21 июля 1938, Вена) — канадский пианист австрийского происхождения.

## Биография
Вырос в США, учился в Кёртисовском институте музыки, где среди его учителей были, в частности, Артур Лёссер, Мечислав Хоршовский и Рудольф Серкин; позднее некоторое время занимался в Консерватории Пибоди у Генри Коуэлла. В 11-летнем возрасте дебютировал с Бостонским оркестром лёгкой музыки под управлением Артура Фидлера, исполнив фортепианный концерт Эдварда Грига. В 1957 выиграл престижный американский Конкурс имени Левентритта.
В дальнейшем жил и работал преимущественно в Канаде, выступив в общей сложности более чем в 150 населённых пунктах страны. Записал все фортепианные концерты и сонаты Людвига ван Бетховена (первые три выпуска этой серии были удостоены Премии Джуно как лучшая канадская запись академической музыки 1977 года), многие другие произведения. В 2002 был художественным руководителем первого в мире фестиваля музыки Карла Черни, прошедшего в Эдмонтоне. Лауреат ряда канадских и международных наград, в том числе Премии Роберта Шумана (2007).
Известен также своей политической активностью, был кандидатом в члены парламента от Новой демократической партии.